# Massacre de Tafas
Le massacre de Tafas est un massacre de civils arabes dans la ville syrienne ottomane de Tafas commis par l'armée ottomane pendant leur retraite dans une tentative de démoraliser l'ennemi.

## Contexte
Vers la fin de la Première Guerre mondiale à l'automne 1918, une colonne de l'armée ottomane en retraite d'environ deux mille hommes entre à Tafas. Son commandant, Sherif Bey, ordonne que toutes les personnes soient massacrées, y compris les femmes et les enfants, afin de démoraliser les forces britanniques et arabes à la poursuite de l'armée turque. Le commandant britannique Thomas Edward Lawrence, arrive dans la région peu de temps après le massacre et est témoin de corps mutilés et de la majorité de la ville en ruines. En représailles au massacre, les troupes de Lawrence attaquent les colonnes turques qui se retirent et, pour la première fois de la guerre, ordonne à ses hommes de ne faire aucun prisonnier. Environ 250 soldats allemands et autrichiens voyageant avec les troupes ottomanes qui sont capturés ce jour-là sont sommairement exécutés.
Lawrence écrit dans son journal et dans les Sept Piliers de la Sagesse, :

« De petites colonnes de fumée s'élevaient entre les maisons. Sur la pente qui montait vers nous, dans les chardons jusqu'au genou, se tenaient quelques rescapés, vieillards, femmes et enfants, racontant des histoires terribles sur ce qui s'était passé quand les Turcs avaient attaqué une heure plus tôt.
Le village restait immobile sous ses volutes de fumée blanche, pendant que nous approchions, sur nos gardes. Quelques amas grisâtres semblaient se cacher dans les herbes hautes, étreignant le sol à la façon étroite des cadavres. 
Nous détournions les yeux de ceux-là, sachant qu'ils étaient morts, mais une petite silhouette s'éloigna de l'un en chancelant, comme pour nous échapper. C'était une enfant, de trois ou quatre ans, dont la robe sale portait une tache rouge sur l'épaule et le côté, le sang d'une blessure large et profonde, peut-être un coup de lance, juste à la naissance du cou. L'enfant courut quelques pas, puis s'arrêta et nous cria avec une force étonnante (tout était silencieux aux alentours) : « Ne me frappe pas, Baba. »
Abd el-Aziz, étouffant quelque chose – c'était son village et elle pouvait être de sa famille – se jeta à bas de son chameau et, trébuchant, tomba à genoux dans l'herbe à côté de l'enfant. Ce mouvement subit effraya l'enfant, elle leva les bras et essaya de hurler ; mais elle s'effondra en un petit tas, le sang jaillissant à nouveau sur ses vêtements ; puis, je pense, elle mourut.
Nous dépassâmes d'autres corps, hommes, femmes et quatre autres bébés morts, l'air très souillés, allant vers le village dont le silence, nous le savions maintenant, signifiait mort et horreur. Aux abords se trouvaient des murs bas de pisé, des parcs à moutons, et, sur l'un, quelque chose de rouge et blanc. Je m'approchai et vis que c'était le corps d'une femme plié en travers du mur, à plat ventre, cloué sur place par une baïonnette-scie dont la poignée se dressait en l'air de façon hideuse entre les jambes nues. Elle était enceinte, et autour d'elle en gisaient d'autres, peut-être vingt en tout, tuées de diverses manières, mais toujours présentées avec un goût obscène.
Le Zaagi éclata d'un rire sauvage, rendu encore plus lugubre par le chaud soleil et l'air clair de cet après-midi des hautes terres. Je dis : « Le meilleur d'entre vous m'apportera le plus de cadavres turcs », et nous nous tournâmes vers l'ennemi qui disparaissait, abattant en chemin ceux qui, tombés au bord de la route, venaient implorer notre pitié. Un Turc blessé, à demi nu, incapable de tenir debout, s'assit et pleura. Abdulla détourna la tête de son chameau, mais le Zaagi, avec des malédictions, lui coupa le chemin et fouailla de trois balles de son automatique la poitrine nue de l'homme. Le sang jaillit avec les battements du cœur, dans un glouglou de plus en plus lent.
Aouda paraissait très froid et inflexible. « Dieu les prenne en sa miséricorde ; nous leur ferons payer le prix », dit-il. Il secoua ses rênes et avança lentement vers l'ennemi. Nous rassemblâmes les paysans, maintenant ivres de peur et de sang et les envoyâmes de part et d'autre de la colonne en retraite. Le vieux lion de bataille s'éveillait dans le cœur d'Aouda et faisait à nouveau de lui notre chef naturel, inévitable. Par une manœuvre habile, il poussa les Turcs sur un mauvais terrain et sépara leur formation en trois.
La troisième partie, la plus petite, se composait principalement de
mitrailleurs allemands et autrichiens, regroupés autour de trois automobiles, et d'une poignée d'officiers et de soldats montés. Ils se battirent magnifiquement, repoussant chaque fois nos assauts, malgré leur vigueur. Les Arabes combattaient comme des diables, aveuglés de sueur, la gorge desséchée par la poussière ; la flamme de cruauté et de vengeance qui brûlait en eux les tordait tant que leurs mains pouvaient à peine tirer. Sur mon ordre, nous ne prîmes pas de prisonniers, pour la première fois de notre guerre. »